# Distretto di Nabarangpur
Il distretto di Nabarangpur è un distretto dell'Orissa, in India, di 1 018 171 abitanti. Il suo capoluogo è Nabarangpur.